# Josep Anselm Clavé i Camps
 (mars 2012).
Si vous disposez d'ouvrages ou d'articles de référence ou si vous connaissez des sites web de qualité traitant du thème abordé ici, merci de compléter l'article en donnant les références utiles à sa vérifiabilité et en les liant à la section « Notes et références ».
Pour les articles homonymes, voir Clavé et Camps.
Josep Anselm Clavé i Camps (Barcelone, 21 avril 1824-Barcelone, 25 février 1874), est un homme politique et musicien catalan, père du mouvement des orphéons en Catalogne et en Espagne.

## Biographie
Né dans une famille bourgeoise barcelonaise, il est le cadet de trois fils. Son père est ébéniste et a un petit atelier. À six ans, malade, il a des problèmes de vision à l’œil gauche et doit se reposer et abandonner l’école. Il apprend alors la musique.
À cause des idées républicaines de son père, le commerce va mal. Tous les garçons doivent gagner de l’argent pour payer les dettes. Clavé a 14 ans et travaille comme tourneur. Sa mauvaise vision fait qu’il travaille dans une posture très inclinée qui lui cause un mal de dos et finalement, à 16 ans, il ne peut plus travailler et doit abandonner cette profession.
Il commence alors à se consacrer à la musique, la culture et à la politique. Il compose beaucoup de mélodies, écrit beaucoup de poésies et des articles dans les journaux, ainsi que quelques œuvres théâtrales.
Républicain de gauche, il veut changer la situation des ouvriers. La musique sera son moyen d'action. À ses débuts en musique, il joue de la guitare, seul, dans les bistrots. Puis, il forme un trio qui rencontre le succès [réf. nécessaire].
Le 6 octobre 1843, il tente de prendre d’assaut la Ciutadella, la prison du Barcelone. C’est un échec et finalement il est emprisonné (1845). Là, il encourage ses amis avec sa guitare. Quand ils sortent, ils forment l’Aurora. C’est le premier groupe musical que Clavé dirige et chacun y joue d'un instrument.
En 1850, il organise La Fraternitat, une société chorale masculine, nouveauté en Catalogne, inspirée par le mouvement français des orphéons, fondé par Wilhem en 1833. Du fait de cette nouveauté, Clavé doit créer le répertoire et pour cela composer des chansons. La société chorale forme comme une grande famille dans laquelle tous s’entraident fraternellement et découvrent le plaisir de chanter ensemble. Il organise aussi des danses accompagnées par les chants de La Fraternité.
En 1854, il écrit sa première chanson en catalan : La font del roure (La fontaine du chêne). Après une révolte à Barcelone en 1856, il est déportés à Maó aux Iles Baléares avec son frère. Il parvient à s'évader.
Il crée l’Eutherpe en 1857, une société comme La Fraternitat, qui a sa salle de concert : « Les jardins d’Eutherpe ». Elle organise ses concerts et publie son magazine l’Eco d’Eutherpe. En 1862, il organise le premier concert de Richard Wagner en Espagne. À cette occasion, l’Euterpe interprète des morceaux du célèbre opéra Tannhäuser.
Clavé se marie avec Isabel Soler i Bosc. Ils ont trois enfants : Conrad, Enriqueta et Aurea. Deux d’entre eux meurent jeunes, Conrad en 1863 et Enriqueta en 1868, quand Clavé est libéré d’une nouvelle déportation, cette fois à Madrid.
Dès lors, il s'adonne plus activement à la politique. En 1871, il est élu président de la Diputació de Barcelona, l’institution régionale de la ville, et quand en Espagne se constitue la première République, deux ans plus tard, il devient gouverneur de Castelló et Tarragona.
Le 3 janvier 1874, la République est abolie par un coup d'état militaire. Devant cet événement, il est gagné par le découragement. Il meurt le 24 février dans sa maison à Barcelone.
Il repose au cimetière du Poblenou. Le monument en sa mémoire a été élevé grâce aux donations des membres de l’Eutherpe.